# Skinless
Skinless — дэт-метал-группа из США, образованная в 1992 году в Олбани, Нью-Йорк.

## История
Skinless появились на сцене в 1992 году. Несмотря на множественные смены участников, композиторская часть группы Ноа Карпентер (гитара) и Шервуд Уэббер (вокал) стала неизменной с 1994 года. Позже к коллективу присоединились Боб Бьюлак (ударные) и Джо Кейсер (бас), Skinless записали 2 демо и начали выпускаться на различных сборниках. В 1998 году у группы выходит первый полноценный альбом, получивший название Progression Towards Evil. Альбом записывался на студии Max Trax в Олбани, штат Нью-Йорк.
В поддержку вышедшего альбома Skinless отыграли 3 живых турне. В 1999 году группа побывала в турне с Mortician, и весной 2000 Skinless гастролировали по США и Мексике с Incantation.
На лейбле Relapse Records выходит второй полноформатный альбом Foreshadowing Our Demise в 2001 году.
Выступая по мере возможности, в 2001 — 2002 году, Skinless приглашают выступать с Hatebreed и Six Feet Under. Итог более 2-х годовой поддержки альбома подвел в 2002 Beast Feast в Японии, где группа разделила сцену с такими командами, как Slayer, Pantera и The Dillinger Escape Plan.
В 2003 году выходит третий альбом From Sacrifice To Survival.
В поддержку нового альбома Skinless выступают вместе с Dying Fetus, а также вновь делят сцену с Six Feet Under в их осеннем турне по США.
Осенью 2004 года группа выпускает свой первый DVD Skinflick, который показывает концертную и закулисную жизнь группы.
Вскоре после выпуска Skinflick Уэббер оставил группу и был заменён братом Кейсера, Джейсоном, и уже в 2005 Skinless отыгрывали на сцене с Deicide и Immolation. В промежутках между концертами группа начинает готовить новый материал, который впоследствии станет их четвёртым альбомом Trample the Weak, Hurdle the Dead.
В 2006 году выходит четвёртый альбом группы Trample the Weak, Hurdle the Dead.
В 2011 году Джейсон Кейсер присоединился к группе Origin, с которыми он выступит в туре совместно с Hate Eternal, Vital Remains и Abysmal Down.
2 июня 2015 года выходит пятый полноформатный альбом под названием Only the Ruthless Remain.

## Состав

### Настоящий состав
- Шервуд Уэббер — вокал (1994—2004, 2010—2011, 2013-настоящее время)
- Ноа Карпентер — гитара (1992—2011, 2013-настоящее время)
- Джо Кейсер — бас-гитара (1997—2011, 2013-настоящее время)
- Боб Бьюлак — ударные (1997—2002, 2003—2011, 2013-настоящее время)
- Дэйв Мэттьюс — гитара (2013-настоящее время)

### Бывшие участники
- Дэн Белл — вокал (1992)
- Тед Монсур — бас-гитара, вокал (1992—1994)
- Райан Уэйд — вокал, ударные (1992—1996)
- Джефф Ванлоун — бас-гитара (1993)
- Майк Леви — вокал (1993—1994)
- Мартин Опренсак — вокал (1994)
- Адам Льюис — бас-гитара (1995—1997)
- Джо Кларк — ударные (1996)
- Джордж Торрес — ударные (2002)
- Джон Лонгстрет — ударные (2003)
- Джейсон Кейсер — вокал (2005—2009)
- Крис Махар — ударные (2006—2009)

## Дискография

### Полноформатные альбомы
- Progression Towards Evil (1998)
- Foreshadowing Our Demise (2001)
- From Sacrifice to Survival (2003)
- Trample the Weak, Hurdle the Dead (2006)
- Only the Ruthless Remain (2015)
- Savagery (2018)

### Другие релизы
- Demo I (1994, демо)
- Swollen Heaps (1995, демо)
- Common Ground — A Compilation of Upstate NY’s Hardest (1997, сплит с StraightJacket и End of Line)
- Maledictive Pigs / Skinless (2001, сплит с Maledictive Pigs)
- Miscreant (2002, мини-альбом)
- Regression Towards Evil (2007, сборник)

## Видеография
- 2000 — Buzzed & Brutal (VHS)
- 2004 — Skinflick (DVD)